# Пролетарська революція
Пролетарська революція — поняття з марксистського вчення. Означає соціальну та/або політичну революцію, в ході якої пролетаріат захоплює політичну владу, встановлюючи свою — диктатуру пролетаріату, — і скидаючи диктатуру буржуазії (або феодалів). Прихильниками здійснення пролетарської революції, як правило, виступають радикальні соціалісти, комуністи та більшість анархістів. Поняття зустрічається в праці «Маніфест комуністичної партії», що був написаний Карлом Марксом та Фрідріхом Енґельсом у 1848.
У марксизмі необхідність пролетарської революції є наріжним каменем і першим кроком до демонтажу капіталізму. Марксисти вважають, що робітники всього світу повинні об'єднатися, щоб установити свою владу, яка дозволить звільнитися від гніту капіталу, створити світ без експлуатації та експлуататорів, класових та національних антагонізмів. Для марксизму безперечно, що тільки пролетаріат, у силу його участі в суспільній праці, розвитком своєї суспільної свідомості від клас-для-себе до клас-у-собі, здатний підготувати і здійснити подібну революцію. З марксистського погляду, пролетарські революції неминуче відбудуться у всіх капіталістичних країнах: світова революція — послідовність революцій у різних країнах світу в міру дозрівання умов них.
Леніністи стверджують, що пролетарську революцію можна здійснити лише на чолі з авангардом із «професійних революціонерів» — тобто людей, що повністю присвятили себе справі комунізму та революції, які становлять ядро комуністичного революційного руху. Завдання авангарду — керувати та організовувати робітничий клас до, під час і після революції, щоб запобігти ситуації, в якій уряд зуміє завдати поразки революційному руху завдяки дисципліні та організації поліції та армії.
Інші марксисти, такі як люксембургісти, згодні з ленінською ідеєю авангарду, але вважають, що пролетарська революція може бути успішною, тільки якщо весь робітничий клас — або принаймні більша його частина — глибоко залучений і однаково прихильний до комуністичних ідей. З цією метою необхідно побудувати масовий робочий рух із дуже великою кількістю членів.
Нарешті, анархісти-соціалісти та лібертарні соціалісти, хоч і згодні з марксистами в тому, що пролетарська революція неминуча і необхідна, не поділяють їхньої точки зору на обов'язковість авангарду. Їхня думка полягає в тому, що революція має бути децентралізованою і не повинна мати центрального керівництва (хоча й може мати місцевих та тимчасових лідерів). Заперечують вони й необхідність зрештою встановити диктатуру пролетаріату.